# Palazzo Usimbardi
Palazzo Usimbardi è un palazzo rinascimentale di Colle di Val d'Elsa, situato in via del Gracco del Secco, nel Terzo di Borgo.

## Storia

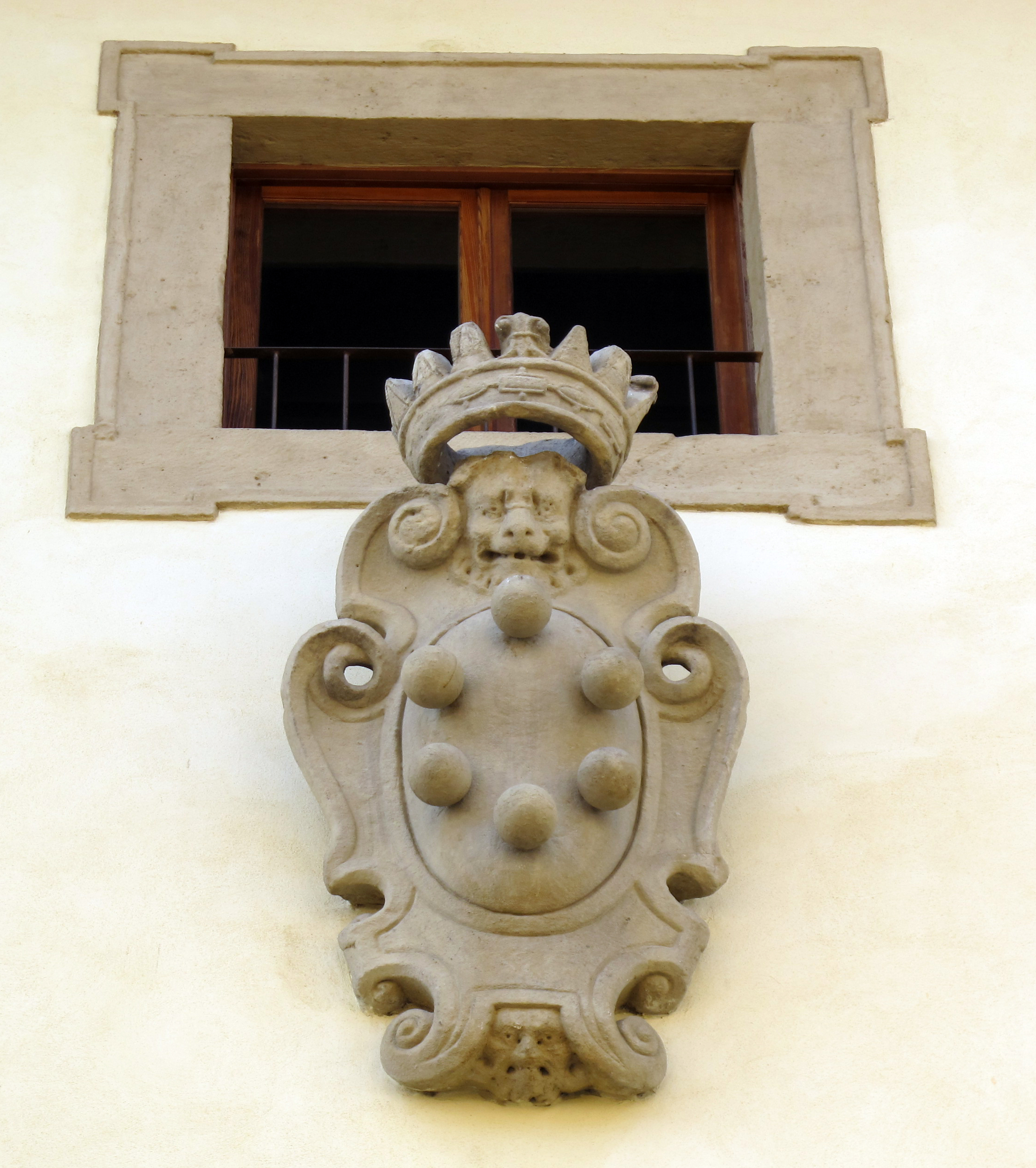
Stemma della famiglia Medici nelle facciata

Il palazzo fu ultimato nel 1596, da maestranze locali, per conto degli Usimbardi, importante famiglia colligiana di burocrati medicei, che possedeva almeno già dalla prima metà del Cinquecento i terreni su cui sorse poi l'edificio.
La facciata del palazzo, su cui è visibile uno stemma mediceo, conserva integra i caratteri originari, malgrado un restauro novecentesco ad opera dell'architetto Antonio Salvetti.
Sotto la gronda si trovano una campanella e una carrucola, che secondo alcuni storici sarebbero da ricondurre a una funzione pubblica che il palazzo avrebbe avuto come Palazzo di Giustizia.
Dopo l'estinzione della famiglia Usimbardi, avvenuta nel XVII secolo, il palazzo passò prima alla famiglia Bertini, quindi alla famiglia Luci di Colle di Val d'Elsa, già proprietaria di altri edifici nella parte alta della cittadina.